# 선데이디스코
선데이디스코!(SUNDAYDISCO!)는 대한민국의 음반 레이블이다.
최근 원음방송 라디오 밴드피플 라디오스타에서 매주 일요일 '선데이디스코! 인디통신'이라는 프로그램을 진행하고 있다.

## 소속 아티스트
- 루디스텔로
- 송나미&리스폰스
- 선데이서울(밴드)
- 콜크

## 프로모션 아티스트
- 한대수
- 써드스톤
- 망각화

## 거쳐간 아티스트
- 바이바이배드맨
- 피네

## 해외 아티스트 (라이센스 협력)
- Swan Dive
- Klak Tik

## 관련 업무
- 원음방송 라디오 '밴드피플 라디오스타 - 선데이디스코! 인디통신' 진행